# Sebastián Caicedo
Juan Sebastián Caicedo Londoño (Cali, 12 de noviembre de 1981) es un actor y empresario colombiano.

## Trayectoria actoral
Comenzó su carrera a los 14 años de edad en el colegio donde estudiaba. Empezó a estudiar otra carrera pero la abandonó para dedicarse a la actuación. Más adelante estudió en la Academia de Alfonso Ortiz. Es dueño de una discoteca en Colombia y tiene dos empresas, una de ellas de Vinos Ecológicos.
Caicedo es conocido por el papel de villano en Nadie es eterno en el mundo y por su participación en Niños ricos pobres padres, donde fue el protagonista. En estas dos telenovelas compartió set con su novia. Debutó en la televisión en el 2000 formando parte de la telecomedia Se armó la gorda y en 2001 formó parte del elenco de la telenovela Solterita y a la orden. En 2002 participó en el unitario Historias de hombres solo para mujeres y un año después fue parte del elenco de la serie de televisión Los otros y nosotros. En 2004 formó parte del elenco de la telenovela Todos quieren con Marilyn, donde su interpretación hizo que fuera nominado a los Premios Tv y Novelas de 2005. El mismo año formó parte del elenco de la comedia Los Reyes y protagonizó junto a Robinson Díaz y Diego Cadavid la telenovela El baile de la vida.
En 2006 trabajó en México en la telenovela Amores cruzados, siendo uno de los protagonistas. También participó en la serie de televisión Así es la vida y en la serie de televisión de Telemundo Decisiones. En 2007 se haría muy famoso al interpretar el papel del villano principal de la telenovela Nadie es eterno en el mundo, y en 2008 formó parte del elenco de la exitosa telenovela colombiana del canal Caracol Televisión La quiero a morir. Ese mismo año participó en otro gran éxito pero esta vez para la cadena estadounidense Telemundo, Sin senos no hay paraíso. Participó en la exitosa serie El cartel de los sapos y en los años 2009-2010 fue el villano antagonista y protagonista de la serie del canal Telemundo Niños ricos, pobres padres.
En 2011 protagonizó la telenovela colombiana Los canarios y un año después formó parte del elenco de la telenovela La hipocondríaca. En 2013 protagonizó la telenovela Retrato de una mujer. Ese mismo año también formó parte del elenco de la serie Mentiras perfectas y un año después participó en la segunda temporada del gran éxito de la cadena estadounidense Telemundo El señor de los cielos.  También en 2014 participó en El desafío Marruecos en el equipo de las celebridades. En 2015 regresó en la tercera temporada de la serie de Telemundo El señor de los cielos y formó parte del elenco de la serie Anónima. También en 2015 apareció en la serie La esquina del diablo junto a la actriz mexicana Ana Serradilla. Esta serie fue trasmitida por el canal UniMás en 2016. Continuó en la cuarta temporada de El señor de los cielos, pero esta vez solo participó en 14 capítulos, ya que ese mismo año protagonizó en Colombia para la cadena Caracol Televisión El tesoro. Entre 2016-2017 integró el elenco de la serie de Telemundo El Chema, interpretando al mismo personaje que en la serie de Telemundo El señor de los cielos.

## Vida personal
El 19 de julio de 2022 su esposa Carmen Villalobos con quien estaba casado desde mediados de 2019, anunció su separación aduciendo que su matrimonio ya se había agotado y era la hora de tomar caminos diferentes.

## Filmografía

### Televisión
| Año       | Título                                 | Personaje                               | País                      |
| --------- | -------------------------------------- | --------------------------------------- | ------------------------- |
| 2000-2001 | Se armó la gorda                       |                                         |                           |
| 2001-2002 | Solterita y a la orden                 |                                         |                           |
| 2002      | Historias de hombres sólo para mujeres |                                         |                           |
| 2002      | Padres e hijos                         |                                         | Bandera de Colombia       |
| 2002      | Francisco el Matemático                | Wilmer Otero                            | Bandera de Colombia       |
| 2003      | Pandillas, guerra y paz                | Bayron                                  | Bandera de Colombia       |
| 2003      | A.M.A. La academia                     | Juan Camilo Lecompte                    | Bandera de Colombia       |
| 2004-2005 | Todos quieren con Marilyn              | Carlos Alberto "Beto" Camacho           | Bandera de Colombia       |
| 2005-2006 | Los Reyes                              | Francisco Guerrero                      | Bandera de Colombia       |
| 2005-2006 | El baile de la vida                    | Román Zambrano                          | Bandera de Colombia       |
| 2006      | Amores cruzados                        | Ramón Márquez García                    | Bandera de México         |
| 2006      | Así es la vida                         | Gerardo González                        | Bandera de Colombia       |
| 2006-2007 | Decisiones                             | Jorge Navaz/ Lorenzo                    | Bandera de Colombia       |
| 2007-2008 | Nadie es eterno en el mundo            | Tyson Bernal                            | Bandera de Colombia       |
| 2008-2009 | La quiero a morir                      | Camilo Mondragón                        | Bandera de Colombia       |
| 2008-2009 | Sin senos no hay paraíso               | David                                   | Bandera de Colombia       |
| 2009-2010 | Niños ricos, pobres padres             | Esteban San Miguel                      | Bandera de Colombia       |
| 2011      | Los Canarios                           | Rodrigo "Rocki" Vidal                   | Bandera de Colombia       |
| 2012      | Historias clasificadas                 | Marcelo, Ep: Grito de Independencia     | Bandera de Colombia       |
| 2013      | La hipocondríaca                       | Javier                                  | Bandera de Colombia       |
| 2013      | Retrato de una mujer                   | Guillermo "Guillo" Suárez               | Bandera de Colombia       |
| 2013-2014 | Mentiras perfectas                     | Ivan Perea                              | Bandera de Colombia       |
| 2014-2016 | El señor de los cielos                 | "El tostado" Yepes / Eleazar Yepes      | Bandera de México         |
| 2015      | La esquina del diablo                  | Cristo Rodríguez                        | Bandera de Colombia       |
| 2015      | Anónima                                | Camilo Valderrama                       | Bandera de Colombia       |
| 2016      | El tesoro                              | Manuel Otero Cubillos                   | Bandera de Colombia       |
| 2016-2017 | El Chema                               | "El tostado" Yepes / Eleazar Yepes      | Bandera de México         |
| 2017-2018 | Las malcriadas                         | Jaime de Jesús Rosales Huerta           | Bandera de México         |
| 2020      | Decisiones: Unos ganan, otros pierden  | José Valdivieso "Ep22: Tiquete one way" | Bandera de Estados Unidos |
| 2023      | Amores que engañan                     | Tomás "Ep7: Donde están mis hijos"      | Bandera de México         |

### Reality
| Año  | Título                                        | Notas          | País                      |
| ---- | --------------------------------------------- | -------------- | ------------------------- |
| 2014 | Desafío 2014: Marruecos, las mil y una noches | 10.º eliminado | Bandera de Colombia       |
| 2018 | Exatlón Estados Unidos                        | 16.º eliminado | Bandera de Estados Unidos |
| 2023 | Los 50                                        | 23.º eliminado | Bandera de Estados Unidos |
| 2024 | La Isla: desafió extremo                      | Participante   |                           |

### Cine
| Año  | Película   | Personaje    | Notas        | País                |
| ---- | ---------- | ------------ | ------------ | ------------------- |
| 2012 | La captura | Cabo Tabares | Protagonista | Bandera de Colombia |

## Premios y nominaciones

### Premios TvyNovelas
| Año  | Categoría              | Telenovela o serie        | Resultado |
| ---- | ---------------------- | ------------------------- | --------- |
| 2005 | Mejor actor revelación | Todos quieren con Marilyn | Nominado  |

### Kids Choice Awards Colombia
| Año  | Categoría                   | Telenovela o serie | Resultado |
| ---- | --------------------------- | ------------------ | --------- |
| 2017 | Chico Trendy by Nickelodeon | El Mismo           | Ganador   |